# سقوط حصن‌الاکراد
سقوط حصن‌الاکراد یا سقوط دژ شهسواران (به لاتین: Fall of Krak des Chevaliers) که در ۳ مارس ۱۲۷۱ توسط نیروهای ممالیک به رهبری بیبرس صورت گرفت.
با مرگ لوئی در جریان جنگ صلیبی هشتم در تونس، بیبرس که در این زمان در مصر اقامت داشت و درصدد عزیمت نیرو به قصد کمک به امیر تونس بود، آسوده‌خاطر شد. وی که از جانب شارل د آنژو نگرانی نداشت، خود را بار دیگر برای حمله پایگاه ها و شهرهای صلیبی در اراضی مقدس آماده کرد. در ماه فوریه ۱۲۷۱، وی حملات خود را با محاصره قلعه صافیتا آغاز کرد و پس از مسخر کردن آن عازم حصن‌الاکراد (دژ شهسواران) شد و با کمک نیروهای اسماعیلی و امیر ایوبی، المنصور، این قلعه را - که در اختیار شوالیه‌های مهمان‌نواز بود - محاصره کرد؛ و سرانجام پس از یک ماه این قلعه را که حتی در برابر صلاح‌الدین ایوبی ایستادگی کرده بود، اشغال کرد. تسخیر این قلعه مهم و استراتژیک، راه‌های منتهی به طرابلس را در اختیار بیبرس قرار داد. وی پس از آن عازم قلعه عکار شد که قلعه شوالیه‌های مهمان‌نواز در جنوب بقیعه بود و پس از دو هفته محاصره، در ۱ مه ۱۲۷۱ آن را به قلمروی ممالیک ضمیمه کرد.